# Manzanita (plant)

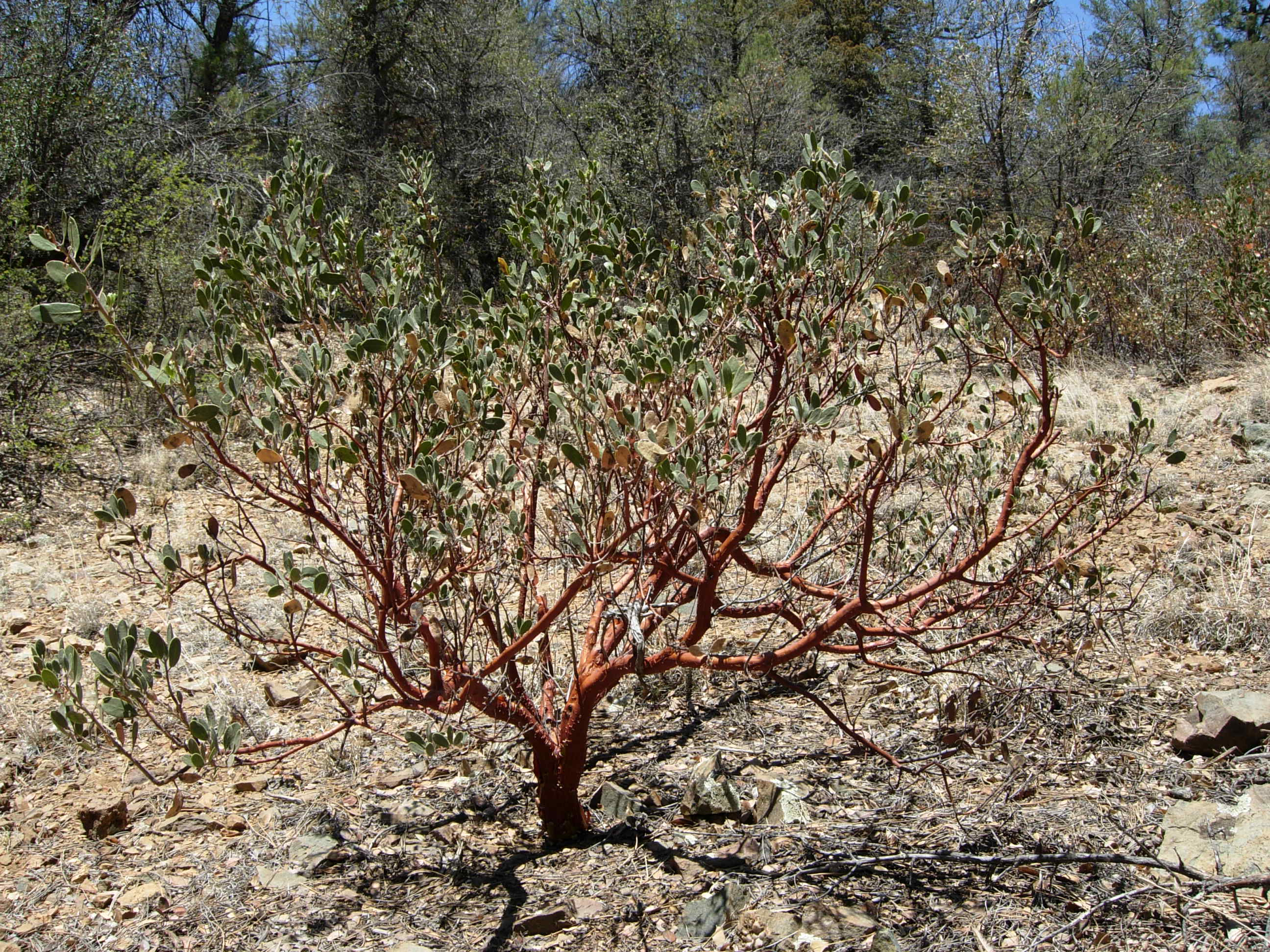
Manzanitastruik

Manzanita is in het westen van Noord-Amerika de gebruikelijke naam voor verschillende soorten uit het geslacht Arctostaphylos. Het zijn groenblijvende struiken of kleine bomen die voorkomen in chaparralgebieden. De naam wordt in Canada soms ook gebruikt voor soorten uit het verwante geslacht Arbutus uit de heidefamilie. In de Verenigde Staten kent men die plant echter als madrone.

## Beschrijving
Manzanita's komen voor in Canada in het zuiden van British Columbia, in de Amerikaanse staten Washington, Oregon, Californië, Arizona en New Mexico, en in grote delen van Noord- en Centraal-Mexico.
Er zijn 106 soorten manzanita, waarvan er 95 in het mediterrane klimaat en in de koudere berggebieden van Californië voorkomen. Ze variëren van laaggroeiende soorten tot kleine bomen tot zo'n 6 meter hoog. Manzanita's worden gekenmerkt door een zachte, oranje of rode schors en stijve, gedraaide en kronkelende takken. Ze bloeien in de winter en vroege lente en dragen bessen in de lente en zomer. De bessen en bloemen van de meeste soorten zijn eetbaar. Ze lijken erg op kleine appeltjes; manzanita is het verkleinwoord van manzana, Spaans voor appel.

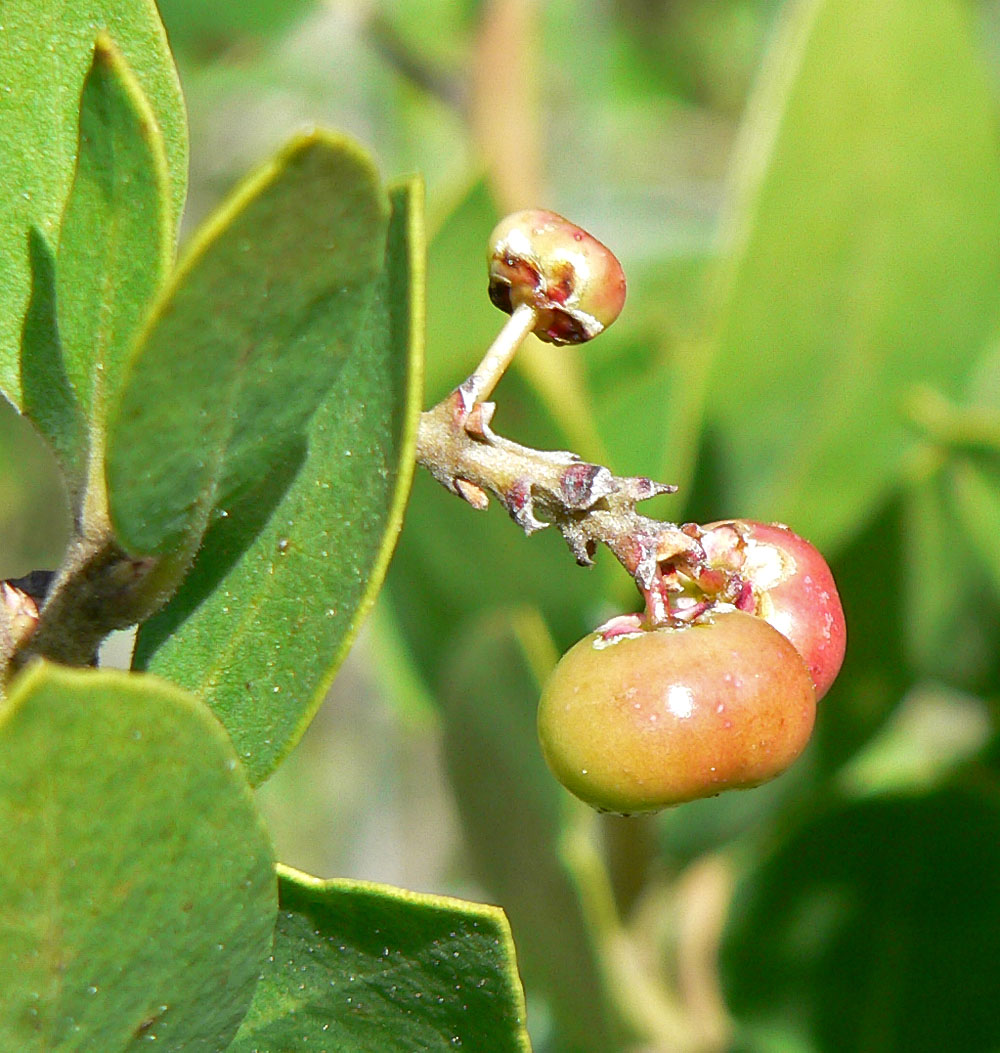
Bessen van Arctostaphylos manzanita (gewone manzanita)
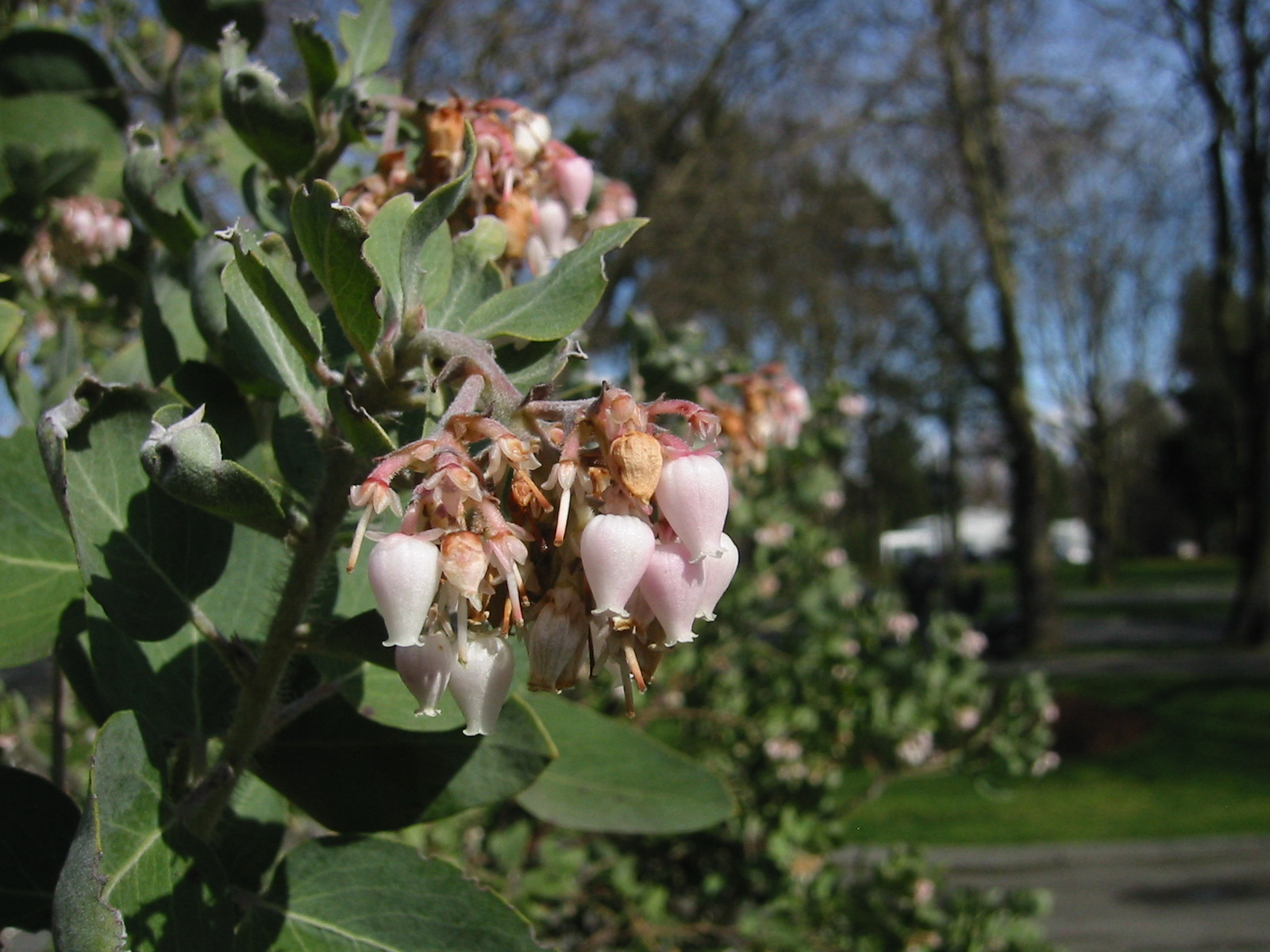
Bloemen van Arctostaphylos viscida
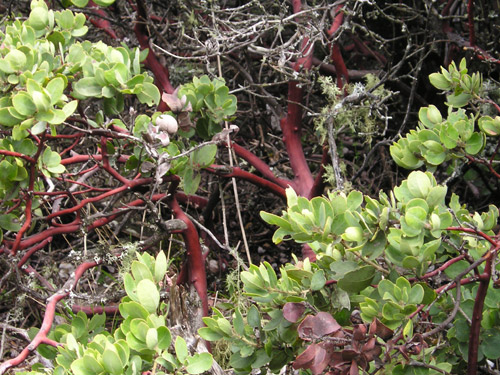
Takken met rode schors

### John Muir
De Schots-Amerikaanse natuurvorser en auteur John Muir beschreef de manzanita's in zijn My First Summer in the Sierra (1911), het verslag van zijn bezoek aan de Sierra Nevada in de omgeving van de Yosemite in 1869.
We have now reached a height of six thousand feet. In the forenoon we passed along a flat part of the dividing ridge that is planted with manzanita (Arctostaphylos), some specimens the largest I have seen. I measured one, the bole of which is four feet in diameter and only eighteen inches high from the ground, where it dissolves into many wide-spreading branches forming a broad round head about ten or twelve feet high, covered with clusters of small narrow-throated pink bells. The leaves are pale green, glandular, and set on edge by a twist of the petiole. The branches seem naked; for the chocolate-colored bark is very smooth and thin, and is shed off in flakes that curl when dry. The wood is red, close-grained, hard, and heavy. I wonder how old these curious tree-bushes are, probably as old as the great pines. Indians and bears and birds and fat grubs feast on the berries, which look like small apples, often rosy on one side, green on the other. The Indians are said to make a kind of beer or cider out of them. There are many species. This one, Arctostaphylos pungens, is common hereabouts. No need have they to fear the wind, so low they are and steadfastly rooted. Even the fires that sweep the woods seldom destroy them utterly, for they rise again from the root, and some of the dry ridges they grow on are seldom touched by fire. I must try to know them better.— John Muir, 1911

### Zeldzame soorten
Arctostaphylos hookeri subsp. ravenii , genoemd naar de ontdekker Peter Raven, is een endemische ondersoort uit Californië. Het is de meest zeldzame plant in de 48 continentale staten van de VS. In 1987 bestond er nog maar één exemplaar van de ondersoort, op een geheime locatie in het Presidio van San Francisco. Men is erin geslaagd die (kwetsbare) plant te klonen. Een andere soort, Arctostaphylos franciscana, was niet meer in het wild vastgesteld sinds 1947 tot er in 2009 een exemplaar van werd gevonden - eveneens in het Presidio.
In 2008 trof een koppel in hun tuin in San Francisco een manzanitastruik aan die niet tot een van de 95 Californische soorten leek te horen. Specialisten konden de soort evenmin thuisbrengen. Hoewel de zeldzame plant nog geen wetenschappelijke naam heeft, is ze wel al officieel beschermd door het stadsbestuur.

### Gebruik
Van de bessen van manzanita kan een medicinale thee gemaakt worden tegen uitslag van gifeik (Toxicodendron diversilobum). De bessen zijn bovendien geschikt voor consumptie. Indianen gebruikten manzanita onder andere om er cider van te maken, maar ook om er hun tanden mee te poetsen. Spaanse kolonisten maakten naar verluidt frisdrank of gelei van de nog groene besjes. Wandelaars kauwen soms op de jonge blaadjes om de dorst tegen te gaan. De bessen kunnen gedroogd ook aan een maaltijd worden toegevoegd.
In het westen van de VS, en in gebieden met een gelijkaardig klimaat, zijn manzanita's een veelvoorkomende keuze als sierplant in tuinen. Ze hebben het voordeel groenblijvend en droogtebestand te zijn. De rode bast en de mooie bloemen en bessen maken de plant bovendien erg aantrekkelijk.

## Trivia
Het stadje Manzanita in Tillamook County (Oregon) is genoemd naar de manzanita's. Ook Manzanita Lake in Lassen Volcanic National Park (Californië) dankt zijn naam aan de planten.